# 15695 Федіршпиг
15695 Федіршпиг (15695 Fedorshpig) — астероїд головного поясу, відкритий 11 вересня 1985 року.
Тіссеранів параметр щодо Юпітера — 3,466.